# ジャスティス・リーグ (映画)
『ジャスティス・リーグ』（原題: Justice League）は、DCコミックスの同名のスーパーヒーローチームをベースにする、2017年のアメリカ合衆国のスーパーヒーロー映画。監督はザック・スナイダー、脚本はクリス・テリオとジョス・ウェドンで、ヘンリー・カヴィル、ベン・アフレック、エイミー・アダムス、ガル・ガドットらが出演する。「DCエクステンデッド・ユニバース」の5作目である。
『バットマン vs スーパーマン ジャスティスの誕生』（2016年）におけるドゥームズデイとの戦いから数ヶ月後の物語を描く。ワーナー・ブラザース・ピクチャーズの配給で、アメリカでは2017年11月17日、日本では同年11月23日に公開された。

## ストーリー
『バットマン vs スーパーマン ジャスティスの誕生』でのドゥームス・デイとの戦いで、自らの命を犠牲にして世界を救ったスーパーマンの行動を目にし、バットマンことブルース・ウェインは「信頼」の重要性を実感した。戦いの中で出会ったアマゾン族の王女ダイアナ・プリンスと共に、地球防衛のために特殊能力を持った他の超人たちを探し始めるブルース。
五千年前、破滅の征服王であるステッペンウルフは地球を狙ったが、アマゾン族やアトランティス、人間や古代の神々らが同盟して戦い、封じ込めに成功した。今、ステッペンウルフは蘇り、破滅と創造をもたらす「マザーボックス」を手に入れようと狙っていた。３つ揃うと強大な力を発する「マザーボックス」は、アマゾン族と海底王国アトランティス、人間が１つづつ保管し守っていたが、アマゾン族のボックスはステッペンウルフに奪われ、女王と大勢の戦士が殺された。
ステッペンウルフとその手下である無数の餓鬼・パラデーモンを迎え撃つために、アクアマンのアーサー・カリーに接触するブルース。だが、他人を信用できないアーサーは、ひとり海に消えて行った。。
超速のフラッシュであるバリー・アレンは友を求めて自らチームに参加した。サイボーグのビクター・ストーンは体内の機能によって、探し出される前にブルースらの存在を感知し様子を探っていた。父親であるS.T.A.R.ラボのストーン博士をステッペンウルフに拐われ、チーム入りするビクター。
海底王国アトランティスから２つ目の「マザーボックス」を奪うステッペンウルフ。阻止しようとしたがステッペンウルフを取り逃がし、ブルースの言っていた危機を実感するアクアマンのアーサー。
S.T.A.R.ラボが保管している人間界の「マザーボックス」の在り処を聞き出す為に、廃墟の地下トンネルで誘拐したストーン博士らを拷問するステッペンウルフ。救助に駆けつけ、戦うバットマンたち。ステッペンウルフが天井を破壊して逃げた為に海水が流れ込み、バットマンらは溺れかけたが、現れたアクアマンによって救われた。
S.T.A.R.ラボの技術と「マザーボックス」のパワーでサイボーグ化されたビクターは、３つ目の「マザーボックス」の在り処を知っていた。ボックスの無限のエネルギーを利用してスーパーマンを蘇らせようと考えるブルース。
クラーク・ケントの遺体をクリプトンの宇宙船に運び込み、「マザーボックス」と触れさせるバットマンたち。クラークは蘇ったが記憶を失い、バットマンたちを敵とみなして殺そうとした。ブルースが呼んでおいたロイス・レインを見て記憶を取り戻すクラーク。だが、クラークはロイスと共に飛び去り、チームには合流しなかった。
バットマンたちがクラークと戦う隙を突いて、人間界の「マザーボックス」を奪い去る餓鬼パラデーモン。3つのボックスを手に入れたステッペンウルフは、ロシア北部の廃炉になった、原発を改造してアジトとし、「マザーボックス」を稼働させる準備を始めた。ブルースの新型輸送機でロシアに向かい、アジトに乗り込むチーム。作戦の鍵は3つのボックスを引き離し、威力を剥ぐことだった。
チームが戦う中、ボックスに辿り着き引き離そうとするサイボーグのビクター。だが、ボックスのパワーが強すぎて動かせない。チームが劣勢になった時、スーパーマンが駆けつけた。スーパーマンの力を借りて3つのボックスを引き離すサイボーグ。ステッペンウルフの武器である斧が砕けた瞬間、配下のパラデーモンたちの様子が変わった。元々はステッペンウルフによって征服された星々で切り殺され、姿を変えて配下とされていた彼らは、ステッペンウルフが感じた恐怖心に反応して憎しみに駆られたのだ。ステッペンウルフに襲いかかり、異空間まで運び上げて食い尽くすパラデーモンたち。
スーパーマンが戻って『ジャスティス・リーグ(正義の仲間)』が勢揃いし、それぞれ孤独に生きて来たヒーローたちは、友と共に人々のために戦う喜びを手に入れた。

## 登場人物
クラーク・ケント / スーパーマン
演 - ヘンリー・カヴィル、日本語吹替 - 星野貴紀
クリプトン星の滅亡から生き延び地球へ飛来、カンザス州で育ったクリプトン人。ゾッド将軍との戦いで招いた大規模な被害と、その超常的な存在そのものが人々に恐怖を与えてしまい、世間の論争の的となる。ドゥームズデイと化したゾッド将軍と再び戦い､その末に命を落としたが、マザーボックスの力とクリプトンの宇宙船の技術により復活。しかし、記憶の混乱を起こしてしまいバットマンたちジャスティスリーグのメンバーを敵と認識して戦うことになってしまう。
ブルース・ウェイン / バットマン
演 - ベン・アフレック、日本語吹替 - 小原雅人
昼はウェイン・エンタープライズのオーナー、夜はゴッサム・シティの犯罪者と戦うヒーロー。両親を失い犯罪と戦うことを誓って以来、自らの信じる正義のもとに活動していたが、常識を超えた脅威の出現とスーパーマンの死をきっかけに、それまでの盲目的な考えを改め、超人たちによるスーパーチームを結成しようとスカウトに奔走する。
ダイアナ・プリンス / ワンダーウーマン
演 - ガル・ガドット、日本語吹替 - 甲斐田裕子
ゼウスとヒッポリタ女王の間に生まれ、アマゾン族の王女として育てられた半神。故郷セミッシラを旅立ってからは美術品の修復士として人間の世界で過ごし、人類を見守り続けている。
クラークの死によってブルースの考えに共感し、ビクターのスカウトに向かう。
バリー・アレン / フラッシュ
演 - エズラ・ミラー、日本語吹替 - 細谷佳正
セントラル・シティ大学の学生。自身の能力を使い、独自に自警活動を行っていた。スピードフォースと呼ばれる次元から力を引き出し、超高速で活動することができるメタヒューマン。
人見知りで父親の事件もあり友達もおらず、友達（超人の仲間）が出来るとろくな話も聞かずにブルースのスカウトを受けた。なお、本作では吹き替え声優が小林親弘から変更されている。
アーサー・カリー / アクアマン
演 - ジェイソン・モモア、日本語吹替 - 安元洋貴
海底王国アトランティスで生まれ、地上で育てられた水陸両棲のアトランティス人。超人的な身体能力と水を操る能力を持つメタヒューマン。
極寒の港町で冬場漁に出られない漁民たちの代わりに食糧調達するために住み着いており、ブルースのスカウトを受けるも一旦は断る。
ビクター・ストーン / サイボーグ
演 - レイ・フィッシャー、日本語吹替 - 諏訪部順一
ゴッサム・シティ大学で将来有望なフットボール選手として活躍していたが、事故で致命傷を負い選手生命を絶たれた学生。父親の懸命な治療の末に生き延びたものの、体の大部分が機械化されてしまう。ビーム砲や飛行など様々な能力を得るが、自身の容姿を嫌悪し人目を避けて生活している。
ロイス・レイン
演 - エイミー・アダムス、日本語吹替 - 中村千絵
デイリープラネット社に務める新聞記者。スーパーマンことクラーク・ケントの恋人。
アルフレッド・ペニーワース
演 - ジェレミー・アイアンズ、日本語吹替 - 金尾哲夫
ウェイン家に仕える忠実な執事。ブルースの身の回りの世話からバットマンのオペレーターまで幅広くこなす。
マーサ・ケント
演 - ダイアン・レイン - 日本語吹替 - 塩田朋子
スーパーマンことクラーク・ケントの名付け親であり、育ての親。
ヒッポリタ女王
演 - コニー・ニールセン、日本語吹替 - 榊原良子
セミッシラを治める女王で、ワンダーウーマンことダイアナの母親。
ジェームズ・ゴードン
演 - J・K・シモンズ、日本語吹替 - 立川三貴
ゴッサム・シティ警察の本部長。バットマンとは長年の友人関係にある。
ステッペンウルフ
声 - キアラン・ハインズ、日本語吹替 - 壤晴彦
惑星アポコリプスに存在する種族ニューゴッズの一員。太古の地球にもパラデーモンや兵を率いて現れたが、アマゾン族、アトランティス、人間達とそれに加勢した神やグリーン・ランタン・コアらの連合軍により追い返された。その際地球に残してしまった、使う者に超常的な現象をもたらす3つの「マザーボックス」を求めて地球へ再び現れる。
メラ
演 - アンバー・ハード、日本語吹替 - 田中理恵
アトランティスで「マザーボックス」を守護していた女性。
サイラス・ストーン
演 - ジョー・モートン、日本語吹替 - 楠見尚己
S.T.A.R.ラボの科学者で、サイボーグことビクター・ストーンの父親。
ヘンリー・アレン
演 - ビリー・クラダップ（クレジットなし）、日本語吹替 - 各務立基
ある事件に巻き込まれ、妻殺害の容疑で投獄されているフラッシュことバリー・アレンの父親。
レックス・ルーサーJr.
演 - ジェシー・アイゼンバーグ（クレジットなし）、日本語吹替 - 神谷浩史
前作で逮捕されたレックス・コープの社長。エンドロール後に登場。
スレイド・ウィルソン / デスストローク
演 - ジョー・マンガニエロ（クレジットなし）、日本語吹替 - 遠藤大智
「死の一撃」の異名をとる暗殺者。エンドロール後に登場。
その他のキャストとしてロビン・ライトがアンティオペ将軍、デヴィッド・シューリスがアレスを演じている。ウィレム・デフォーがヌイディス・バルコ、キアシー・クレモンズがバリーの恋人アイリス・ウェストを演じると報じられていたが、最終的にこれらのキャラクターは出番がカットされた。他にはジュリアン・ルイス・ジョーンズが古代アトランティスの王、マイケル・マケルハットンがテロリストA（広瀬彰勇）、ホルト・マッキャラニー（河本邦弘）が泥棒役で出演している。また、1978年の映画『スーパーマン』でジミー・オルセンを演じたマーク・マクルーアが警察官ベン・サドウスキー役でカメオ出演している。

## イメージソング
- Gary Clark Jr.「Come Together」（ビートルズ「カム・トゥゲザー」カバー）[19][20]

『Gary Clark Jr - Come Together (Official Audio)』 - YouTube
- Gang of Youths「Heroes」（デヴィッド・ボウイ「ヒーローズ」カバー）

『Gang of Youths - Heroes』 - SoundCloud
- ザ・ホワイト・ストライプス「The Hardest Button to Button」（『エレファント』収録）

『The White Stripes - Hardest Button To Button』 - YouTube
- ザ・ホワイト・ストライプス「Icky Thump」（『イッキー・サンプ』収録）

『The White Stripes - Icky Thump』 - YouTube

## コラボレーション
- メルセデス・ベンツ

劇中で登場人物が日常で使用する自動車はメルセデス・ベンツから提供された。ガル・ガドットが演じるワンダーウーマンことダイアナ・プリンスにはEクラス・カブリオレ。ベン・アフレックが演じるバットマンことブルース・ウェインにはAMGビジョン・グランツーリスモをもとに、ベン・アフレックの身長が約195センチであるため内装が改造された特注品となっている。
『Justice League: Making-of – with the E-Class Cabriolet & Vision Gran Turismo』 - YouTube

## 製作

### 企画
2007年2月、ワーナー・ブラザース映画は脚本家のキーラン・マローニーとその妻ミシェルが本作の脚本を執筆することを発表した。題名は当初『Justice League: Mortal』とされ、2007年6月にマローニー夫妻の提出した脚本が好意的な評価を得たのを機に、全米脚本家組合によるストライキが起きる前に撮影を開始すべく、早い段階での製作を開始した。ワーナー・ブラザースは本作を、自社の新しい映画フランチャイズの第1作目とし、個別の続編とスピンオフ作品に展開していくという構想を立てていた。クリストファー・ノーラン監督によるバットマン映画3作品（「ダークナイト3部作」）でバットマン役を演じたクリスチャン・ベールは、ウェブサイトIESBでのインタビューで、ジャスティス・リーグの映画について「僕らが（バットマンの映画シリーズで）やっていることを踏みにじらなければいいが、『バットマン3』（2012年の『ダークナイト ライジング』）の後で公開されるならそのほうがいいことだと思う」と述べている。映画は当初、ジェイソン・ライトマンが監督を務める予定だったが、ライトマンは自身をインディペンデント系の映画監督とするスタンスから、大きな予算のかかるスーパーヒーロー映画からは一線を引く意向を示し、監督を辞退した。2007年9月、ジョージ・ミラーが映画の監督に署名し、バリー・M・オズボーンが製作側に参加。製作費は2億2200万ドルが見積もられた。
2007年10月、映画の配役を決める為のオーディションが行われ、ジョセフ・クロス、マイケル・アンガラノ、マックス・シエリオット、ミンカ・ケリー、エイドリアンヌ・パリッキ、スコット・ポーターをはじめとする約40名の俳優・女優が参加した。ハリウッド・リポーター誌によれば、ミラー監督はオーディションで若い俳優を中心にキャスティングを行っており、これは俳優たちがそれぞれの演じる役に成長するよう意図したものであった。オーディションの結果、スーパーマン役にはD.J. コトローナ、バットマン役にはアーミー・ハマーが選ばれた。ワンダーウーマンの役は当初ジェシカ・ビールが獲得のための交渉に入っていたが、のちに自らそれを断っている。ビール以外にも、メアリー・エリザベス・ウィンステッドがオーディションを受けており、テリーサ・パーマーやシャニン・ソサモンも役を演じるとされていたが、最終的にミーガン・ゲールがワンダーウーマンの役に選ばれた。パーマーはタリア・アル・グールの役で選ばれ、ロシア語訛りで演じることが念頭に置かれていた。グリーンランタンの役について、映画の脚本ではジョン・スチュアートが演じるとされていたが、のちにMCであり俳優のコモンが演じることとなった。その他、アダム・ブロディがフラッシュ、ジェイ・バルチェルが敵役のマクスウェル・ロードの役に選ばれた。なお、映画にはヒュー・キース・バーンも出演することが決まっていたが、役名は不明で、マーシャン・マンハンターを演じるのではないかと噂されていた。また、アクアマンを演じる俳優も未定のままだった。衣装デザインはマリット・アレンが手掛け、ウェタ・ワークショップが製作を請け負うことになっていた。
2007年11月、全米脚本家組合がストライキを決行し、その影響で製作は一時保留となった。同月には、衣装デザインを担当していたアレンが、脳動脈瘤により作業の半ばで死去した。ワーナー・ブラザースは俳優のオプション契約を失効せざるを得なくなったが、ストライキが終了した2008年2月には製作の進行を再開。ただちに撮影が開始されたが、製作は3か月も延期せざるを得なくなった。撮影は大部分がオーストラリアのフォックス・スタジオ・オーストラリアで行われ、製作スタッフは大部分がオーストラリア人で構成されていたが、オーストラリア政府は自国出身の俳優が充分に雇用されていないという理由から、製作側が受け取るはずだった40％の税還付金の支給を拒否した。ミラー監督は地元新聞紙シドニー・モーニング・ヘラルドにて、「オーストラリアの映画業界において、一生に一度しかない機会が、非情に怠惰な考えのために捨てられている」「彼ら(政府)は世界の他の国々が競って投資している数億ドルもの金を、そして遥かに重要で高度に熟練した創造的な仕事を無駄にしている」と不満を露わにした。その後、製作拠点をカナダのバンクーバー・フィルム・スタジオに移し、2008年7月に撮影が再開。ワーナー・ブラザースは当初の予定通り、2009年の夏に公開することを目指していた。
しかし製作の遅延と、2008年に公開されたノーラン監督のバットマン映画『ダークナイト』が興行的に成功したことから、ワーナー・ブラザースはノーラン監督が『ダークナイト ライジング』をもって「ダークナイト3部作」を完結できるよう、DCコミックスの主要ヒーローを主役にした映画の製作に専念することを決定した。この時点で、ミラー監督の『Justice League: Mortal』は正式に製作中止となった。DCエンターテインメントのクリエイティブ事業担当上級副社長であるグレゴリー・ノヴェックは、ヴァラエティ誌の記事にて「我々は10年後になろうともジャスティス・リーグの映画を製作するつもりだが、（今のところ）我々はそうするつもりはないし、ワーナーも我々がやるべきだと判断するまでは製作に取り掛からないだろう」と語った。ワーナー・ブラザースはグリーンランタンの実写映画の製作を始め、その間、フラッシュとワンダーウーマンの映画化は、スーパーマンのリブート実写映画である『マン・オブ・スティール』の撮影のために長らく放置されていた。同映画の撮影が終了した直後、ワーナー・ブラザースは新しくジャスティス・リーグの映画の脚本を執筆させるためウィル・ビールを雇った。ワーナー・ブラザースの社長であるジェフ・ロビノフはエンターテインメント・ウィークリー誌の記事にて、『マン・オブ・スティール』を「（DCコミックスの映画の）今後の方向性を決定づける作品になる」としたうえで「間違いなく最初の一歩だ」と語った。同作品には、他のDCコミックスのスーパーヒーローが活躍する共通の世界観（のちのDCエクステンデッド・ユニバース）を設定に取り入れることが含まれていた。2013年6月に『マン・オブ・スティール』が公開されると同時に、ワーナー・ブラザースはビールの執筆した脚本を破棄し、同作品で脚本を手掛けたデヴィッド・S・ゴイヤーを、続編『バットマン vs スーパーマン』と同様、本作の脚本を執筆するために雇った。『バットマン vs スーパーマン』ではベン・アフレックがバットマン、ガル・ガドットがワンダーウーマンとして登場し、本作へとつながる上でより重要な作品となった。
2014年1月、ザック・スナイダーがゴイヤーの執筆した脚本を基に本作を監督することが発表されたが、同年7月にワーナー・ブラザースが『バットマン vs スーパーマン』で脚本のリライトを手掛けたクリス・テリオに感銘を受け、脚本を執筆するよう求めていたことが報じられた。2014年10月には、ワーナー・ブラザースが本作を前後編の2部作に分け、前篇を『Justice League: Part One』の題名で2017年11月17日に、後編を『Justice League: Part Two』の題名で2019年6月14日に公開することを発表した。しかし2016年6月に、本作が2部作ではなく、単独で完結する作品になることが報じられた。スナイダーの妻でありプロデューサーのデボラはこの件について、「私たちは『ジャスティス・リーグ』のために動いているし、それだけしか計画していない。1本だけよ』とコメントしている。脚本は2015年7月初旬の時点で既に完成しており、スナイダーは本作について、ジャック・カービーの漫画『ニューゴッズ』から着想を得ていると述べた。

### 配役
2014年4月、レイ・フィッシャーがサイボーグ役に選ばれ、『バットマン vs スーパーマン』で初めてカメオ出演による登場を果たした。複数のメディアでは、アフレック、ヘンリー・カヴィル、ガドット、エイミー・アダムス、ダイアン・レインら5人が同作品から引き続き、それぞれの役で登場するだろうと予想されていた。2014年10月にフィッシャーと同じく『バットマン vs スーパーマン』でカメオ出演し、映画デビューを果たしたアクアマン役のジェイソン・モモアは同月20日、ウェブサイトComicBookにて、本作が公開の準備に入っていることを明かした。
2016年1月、アンバー・ハードがメラの役を獲得するため交渉に入っていることが報じられた。同年3月、プロデューサーのチャールズ・ローヴェンは、原作のコミックスではジャスティス・リーグの一員であるグリーンランタンが本作には登場せず、「続編、もしくはその後の作品で登場させる」とコメントした。同月、J・K・シモンズがジェームズ・ゴードンの役を演じることが報じられ、それと併せて、ハードがメラ役で正式にキャストに加わること、アダムスがロイス・レイン役で続投されることが決定された。2016年4月、シモンズがジェームズ・ゴードン役としてキャストに加わることが発表され、ウィレム・デフォーがヌイディス・ヴァルコの役を演じることが報じられた。カヴィルは自身のInstagramでトレーニング中の写真を投稿し、本作で再びスーパーマンとして登場することを明らかにした。2016年5月、ジェレミー・アイアンズがアルフレッド・ペニーワース、ジェシー・アイゼンバーグがレックス・ルーサーの役で『バットマン vs スーパーマン』から続投されることが発表された。2016年6月にはアイゼンバーグが英ショートリスト誌にて、レックス・ルーサーが本作で再び登場することをインタビューで明かした。2016年4月にキアラン・ハインズが敵役のステッペンウルフを、2016年7月にジュリアン・ルイス・ジョーンズが役名不明のキャラクターを演じることが報じられた。一方、『マン・オブ・スティール』および『バットマン vs スーパーマン』でペリー・ホワイト役を演じたローレンス・フィッシュバーンは、スケジュール競合により本作には出演しないことを明かした。

### 撮影
2015年7月、本作の主要撮影が、『ワンダーウーマン』の撮影が終了したのち2016年春に開始されることが明らかとなった。
撮影は2016年4月11日に開始され、ワーナー・ブラザース・スタジオの他、ロンドン、スコットランド、ロサンゼルス、アイスランドなどで撮影された。2007年の『300 〈スリーハンドレッド〉』以来、スナイダーの作品に度々参加してきた撮影監督のラリー・フォンはスケジュール競合により、本作ではファビアン・ワグナーが務めることとなった。アフレックは本作でバットマン役を演じる他、製作総指揮としても参加している。5月にはジェフ・ジョーンズとジョン・バーグが本作の製作陣に加わり、DCエクステンデッド・ユニバース（以下、DCEU）の映画作品を担当することが明らかとなった。
ジョンズは2016年6月、自身のTwitterで本作の正式なタイトルを『ジャスティス・リーグ』とすることを明らかにした。同月、アルフレッド・ペニーワース役のアイアンズは本作のストーリーラインについて、「より単純で明快になる」としており、ジョンズは本作以前に公開されたDCEU作品と比べ「希望的で楽観的」であると述べた。スナイダーも本作について「これはチームが一つになる物語であり、僕にとっても楽しいイベントだ」と語っている。
アクアマン役のモモアはInstagramで、2016年10月1日にロンドンでの撮影が終了したことを明かし、同月7日にはスナイダーもTwitterを介してイギリスでの撮影が完了したことを発表した。14日にはモモアがInstagramでアイスランドでの撮影が終了したことを明かした。
追加撮影中の2017年5月23日、ザック・スナイダーが降板すると発表。また、同じくプロデューサーを務めていたデボラ・スナイダーも降板。理由はスナイダー夫妻の娘が3月に急逝したことによるものとされている。残りの追加撮影は『アベンジャーズ』などを手掛けたジョス・ウェドンが監督した。ウェドンは、追加撮影・ポストプロダクションを引き継いだ。また、監督としてウェドンの名はクレジットされないが脚本家としてクレジットされた。。

### 音楽
2016年3月、『マン・オブ・スティール』および『バットマン vs スーパーマン』で音楽を手掛けた作曲家のハンス・ジマーが、英BBCのインタビュー番組『ハードトーク』に出演した際、「"スーパーヒーローのビジネス"から引退する」として、今後スーパーヒーロー映画の音楽を作曲しないことを明かした。そのため同年6月、『アメイジング・スパイダーマン2』および『バットマン vs スーパーマン』でジマーと共に音楽を手掛けたアーティストのジャンキーXLが本作の音楽を手掛けることとなった。
その後、ウェドンの引継ぎ登板が決定すると共に、ジャンキーXLの降板が決定。後任には、数多くのコミック映画の音楽を手掛けていたダニー・エルフマンが決定した。後任監督のジョスとは「アベンジャーズ/エイジ・オブ・ウルトロン」にて組んでいる。エルフマンは、自身が手掛けたティム・バートン版「バットマン」のテーマや、ジョン・ウィリアムズの手掛けた「スーパーマン」のテーマを引用した。

## 公開
本作のアメリカでの公開日は2017年11月17日となっており、IMAXでの上映も決定されている。日本では11月23日に「この映画、超人だらけ。」「オンリーワンが集まれば、世界も救える。」というキャッチコピーで公開され、11月20日にはフラッシュ役のエズラ・ミラー、サイボーグ役のレイ・フッィシャーが来日してのジャパンプレミアが開催された。興行収入ランキングでは1位を記録した。DCEUとしては日本のランキングでは初のことであり、2017年で1位を取ったアメコミ映画としては三本目の作品である（一本目は『ドクター・ストレンジ』、二本目は『マイティ・ソーバトルロイヤル』）。

### 興行成績
全米で2億2700万ドル、全世界で6億5500万ドルを記録。これはDCエクステンデッド・ユニバース作品中最低の記録であり、同年に公開された単独作品映画『ワンダーウーマン』の全米4億2300万ドル・全世界8億2100万ドルを大きく下回る結果となった。

### 批評
RottenTomatoesでは298件のレビュー数で40%であり、「ジャスティス・リーグは数多くのDC映画を超越した作品である。しかし、曖昧な美学、薄いキャラクター性、混沌としたアクションにより最初のスタートには不十分である。」とまとめられた。

## ザック・スナイダーカット
スナイダーが自身の初期構想を基に新たに監督した242分のディレクターズ・カット版 『ジャスティス・リーグ:ザック・スナイダーカット』は、HBO Maxで2021年3月18日に配信開始。

## 続編
2021年現在、ワーナー・ブラザースはジャスティス・リーグの続編を制作する意向はなく、今作のその後を描いたベン・アフレック主演によるバットマン単独映画もベン・アフレックが降板し、マット・リーヴス監督によるDCEUシリーズとの繋がりのない新たなバットマン作品『THE BATMAN-ザ・バットマン-』が制作されることになった。また、ファンはザック・スナイダー監督が描いていた通称「スナイダーバース」の復活を求め「#RestoreTheSnyderVerse」のハッシュタグを使用した運動がTwitterなどで行われている。本来制作される予定であったベン・アフレック主演のバットマン映画についても「#MakeTheBatfleckMovie」のハッシュタグを使用し、制作を求める運動がTwitterなどで行われている。